# スハルト
スハルト（Soeharto, ジャワ語: Haji Muhammad Soeharto 1921年6月8日 - 2008年1月27日）は、インドネシアの軍人、政治家。
第2代大統領（1968年 - 1998年）。30年以上在任し、開発独裁政権として同国の工業化を推し進めたがアジア通貨危機後の政治不安、社会不安を沈静化できず、大統領職を辞任した。在任中から、身内への不正な利益供与などについての批判を集めており、辞職後、その法的責任を問われたが、高齢、健康問題を理由に刑事訴追は取り下げられた。次女は第8代大統領 プラボウォ・スビアントの元妻シティ・ヘディアティ。

## 経歴

### 植民地時代末期の生い立ち
植民地（オランダ領東インド）時代のインドネシアの中部ジャワ州、ジョグジャカルタ近郊の農村、ゴデアン村に生まれる。父親は村の水利役人、母親はジョグジャカルタのスルタン夫人の遠縁にあたる女性だった。
両親の離婚に伴い、各地を転々としながら、現地語（ジャワ語）で小学校教育をウルヤントロで終え、その後もウォノギリ、クムスと移転しながら、18歳で中学校を卒業した。農業銀行の見習い行員を経て、オランダ領東インド軍（蘭印軍）に入隊。すぐに軍曹に昇進するが、太平洋戦争の開戦後、蘭印軍は日本軍に降伏、スハルトも失職した。

### 職業軍人としてのキャリア
日本軍政期には、1943年、軍政当局が組織したペタ（郷土防衛義勇軍）に採用される。そこでも小隊長、中隊長へと昇進し、インドネシア人士官の訓練にもあたった。
インドネシアは日本が降伏した2日後の1945年8月17日にスカルノにより独立を宣言し、ペタは8月19日付けで解散したが、降伏した日本に代わって植民地支配の復活を狙ったオランダとの間で独立戦争がやがて始まる。この時期、オランダに抵抗する正規・非正規の軍事組織が多数発足したが、スハルトは同年9月に組織された正規軍に参加し、ペタ時代の実績を買われて副大隊長に選ばれた。翌10月に共和国軍が正式に発足すると、大隊長に任命された。このインドネシア独立戦争中、スハルトは野戦指揮官としての評価を高めた。なお、この時期、1947年、スラカルタ下級貴族の出のシティ・ハルティナ（通称 ティン）と結婚している。
そして陸軍で実績を重ね、インドネシア独立後もオランダの支配が続いていた西イリアン（ニューギニア島）解放（侵攻）作戦で活躍し、1963年に陸軍戦略予備軍の司令官に就任した。

### 9月30日事件
1950年代の議会制民主主義体制（1950年憲法体制）を葬り去ったスカルノは、大統領に強大な権力を付与した1945年憲法を復活させ、「指導される民主主義」を宣言した。スカルノは、勢力を拡大しつつあったインドネシア共産党をみずからの支持基盤として、外交的にも徐々に親共路線を強めていった。国軍内にも親共派の影響が広がり、スハルトら国軍主流派は危機感を抱いていた。
そのような状況下で、1965年9月30日、大統領親衛隊長ウントゥン中佐が率いる左派系軍人が、陸軍参謀長ら6将軍を殺害するというクーデター（9月30日事件）が発生した。事件の詳細な経緯はいまなお明らかにはなっていないが（スハルトは事前にこのクーデター計画を察知していたという説やスハルトによる陰謀説もある）、スハルトは、スカルノから事態の収拾に当たるための権限を与えられ、速やかにこれを鎮圧した。同年10月16日、陸軍大臣兼陸軍参謀総長に就任したスハルトは、事件にかかわった共産党の指導者・一般党員・共産党との関係を疑われた一般住民を大虐殺し、党組織を物理的に解体した。20世紀最大の虐殺の一つとも言われ、50万人前後かとも言われるその総数はいまなお不明。
従来の親共路線の責任を問われたスカルノは、翌1966年2月21日に新内閣を発表して、なおも政権を維持しようとしたが、陸軍、イスラーム系諸団体、学生団体などによるスカルノ糾弾の街頭行動が活発となり、辞任要求の圧力を抑えることができなかった。同年3月11日、スカルノは秩序回復のための一切の権限をスハルトに与える「3月11日命令書」にサインし（させられ）、その実権をスハルトに譲った。スハルトは、1967年3月に大統領代行に、そして1968年3月には第2代大統領に就任した。

#### 参考
《9月30日事件の外交文書公表（米国家安全保障公文書館）》
スハルト元大統領がスカルノ政権から政権奪取するきっかけとなった1965年の9月30日事件のあと、インドネシア全土を巻き込んだ共産主義者一掃キャンペーンに、アメリカ政府と中央情報局（CIA）が関与し、当時の反共団体に巨額の活動資金を供与したり、CIAが作成した共産党幹部のリストをインドネシアの諜報機関に渡していたことを記録した外交文書が、米国の民間シンクタンク・国家安全保障公文書館によって公表された。
文書は2001年4月に機密指定を解除された1965年から1966年の米政府の外交文書で、スカルノ元大統領によるマレーシアと米国への対決政策（1964年）、9月30日事件当日から1966年3月までの間、ジャカルタ駐在の米国大使などから当時のジョンソン大統領、国務省などに宛てた書簡、公電などのほかマレーシア、シンガポール、フィリピン情勢に関連する約900ページに及ぶ記録や注釈が含まれている。
9月30日事件の直後から、「ソロ川の水が赤い血に変わった」と言われるほど共産党狩りの犠牲者は激増したが、1966年4月15日、米国大使館は、東と中部ジャワで「毎日50人から100人の共産党員が殺害されている。その数は10万ないし100万人に近い数字とされるが真相はわからない。しかし、マスコミに聞かれた場合、なるべく低い数を発表するのが賢明だ」と報告した。その後、1970年には10万5,000人とするCIA報告が記録されている。
これらの文書を分析した国家安全保障公文書館は、CIAの機密文書が抹消されている部分を取り上げ、米政府が反共キャンペーンを支援したことをCIAが隠そうとした事実を指摘している。
　

### 第二代大統領
大統領就任後、親米・親マレーシア・反共（＝反中国）路線に外交方針を転換し、インドネシアを国連に復帰させたことは欧米諸国にも歓迎された。また、1967年に東南アジア諸国連合（ASEAN）を創設し、同事務局をジャカルタに誘致するなど、近隣諸国との関係強化に努めた。
1974年4月に、アントニオ・サラザール亡き後のポルトガルでカーネーション革命で誕生した左派政権が海外領土の放棄を宣言すると、ポルトガル領であった東ティモールでも各勢力が政治活動を開始し、武力対立が生じて内戦状態に陥った。完全独立派の東ティモール独立革命戦線が全土を制圧し、1975年11月28日に独立宣言を発表すると、スハルト政権はこれに武力介入して、東ティモールをインドネシアに併合した。また、スマトラ島北西部のアチェ独立運動に対しても、自らの権力基盤である国軍を投入して厳しい態度で臨んだ。
9月30日事件の共産主義者狩りの記憶に基づく国民の恐怖感を背景にしながら、スハルトは自らの出身母体である国軍と職能集団のゴルカルを支持基盤とした。子飼いの軍人を中央・地方の行政機関の要職に任命し、また選挙では強引な介入と規制によってゴルカル圧勝劇を毎回演出した。さらに1990年ごろからはイスラーム勢力にも接近を図り、支持基盤を強化した。
また、国内の独立運動に対する弾圧、民主化運動活動家の拉致・拷問、各地で明るみに出る虐殺事件、体制に批判的なマスコミに対する弾圧などの人権侵害に対しては、海外からも強い批判を招いた。
国内の独立運動を弾圧する一方で、ティエン夫人の肝いりで「Taman Mini Indonesia Indah」（うるわしのミニインドネシア公園）を建設し、インドネシア各地の少数民族の家屋を再現展示し、マイノリティ文化をカタログ化して民族誌的に記録展示することによって、民族の団結と国民統合を図るような政策も見られた。
親族や腹心の部下、懇意の商人など身内に対する極端な利権の付与については、「KKN（汚職・癒着・縁故主義）」という略語が生み出されるなど、政権の腐敗が問題視された。実際に、妻のティエンは口利き料として10%程度のリベートを要求することを揶揄され、｢マダム・ティエン・パーセント｣と陰で呼ばれていた。また、日本政府が長年にわたりインドネシアに対して行ったODAが、スハルト一族の利権配分に利用されたのではないかという疑惑が持ち上がった。特にスハルト政権の恩恵を受けた華僑・華人の財閥は後の市民による暴動で迫害の対象にされることになる。

### スハルト時代の終焉
1997年以降、東南アジア地域の通貨危機（アジア通貨危機）が発生し、インドネシアでも通貨ルピアの大幅切り下げやIMF特別融資などの影響は、住民の生活に大打撃を与えた。
事態を打開できないスハルト政権に対する不満が急速に高まり、約30年にわたって続いてきた長期政権下での潜在的不満も各地で噴出するようになった。そうした不満は、前大統領スカルノの長女メガワティが率いる闘争民主党の支持へと形を整えていった。
そうした国民の不満をよそに、1998年3月11日、スハルトは大統領に7選されたが、ここにいたって国民の不満は頂点に達した。首都ジャカルタでは大学生の反政府デモが一般市民をも巻き込んで街頭を埋め尽くし、その一部は暴徒化した。デモは地方都市にまで波及し、政府内部にもスハルトへの辞任要求の声が高まった。これらの圧力に屈する形で、5月21日、スハルトは大統領辞任を宣言、副大統領（当時）のハビビに職を譲った。
その後、「スハルト政治の清算」が進み、スハルトの三男トミーや政商ボブ・ハッサンは汚職で逮捕され実刑判決を受けた。スハルト自身も訴追されたが、2006年5月高齢と病気を理由に裁判は停止された。ただし2007年7月に最高検が起こした総額14億ドル（約1500億円）の不正蓄財の返還と損害賠償を求める民事訴訟はスハルトが死去した現在も係争中である。
1999年7月に脳梗塞で倒れて以来、入退院を繰り返すようになり、2008年1月4日に体調を崩して再入院。全身性浮腫や心機能低下と診断され、約3週間後の1月27日、多臓器不全によりジャカルタ市内の病院にて死去した。86歳没。ラウ山のアスタナ・ギリバングンに埋葬された。

### 注
1. ↑  スハルト在任中は正式な政党ではなく「職能団体」、スハルト退任後の選挙で政党化。
2. ↑  Haji Muhammadはイスラームの称号で、それぞれ「ハッジ完了者」「預言者」。生来の名前はSoehartoのみ（インドネシアでは姓が存在しないことが多い）。インドネシア語: Suhartoとも表記されるが、これは1972年以降のインドネシア語の綴り方。人名は正式な場合、以前のままの旧綴りを使うことが多い。
3. ↑  インドネシア語表記。Korupsi, Kolusi, Nepotisme。英語ではコラプション・コルージョン・ネポティズム。

## 関連文献
発行年順
- ヘミッシュ・マクドナルド 著、増子義孝・北村正之 訳『スハルトのインドネシア : 伝統と近代化のジレンマ』サイマル出版会、1982年11月。NDLJP:12178828。（原著は Hamish McDonald. Suharto's Indonesia, Fontana Books, 1980）
- 白石隆『スカルノとスハルト -偉大なるインドネシアをめざして-』岩波書店、1997年
- 尾村敬二編『スハルト体制の終焉とインドネシア新時代』アジア経済研究所、1998年
- 村井吉敬ほか『スハルト・ファミリーの蓄財』コモンズ、1999年
- 増原綾子『スハルト体制のインドネシア - 個人支配の変容と1998年政変』東京大学出版会、2010年

洋書
- Crouch, Harold. The Army and Politics in Indonesia (Revised Edition), Cornell University Press, 1988
- Schwarz, Adam.A Nation in Waiting : Indonesia's Search for Stability, Allen&Unwin, 1999
- Schwarz, Adam and Jonathan Paris (ed). The Politics of Post-Suharto Indonesia, Council on Foreign Relations Press, 1999